# Turner Hills
Die Turner Hills sind eine Gruppe von Hügeln in der antarktischen Ross Dependency. Sie ragen zwischen dem Astro- und dem Nimrod-Gletscher im nordwestlichen Teil der Miller Range des Transantarktischen Gebirges auf.
Der United States Geological Survey kartierte sie anhand von Tellurometervermessungen und mithilfe von Luftaufnahmen der United States Navy zwischen 1960 und 1962. Das Advisory Committee on Antarctic Names benannte sie 1966 nach Mortimer D. Turner (1920–2004) von der National Science Foundation, der seit 1959 Manager des Polarprogramms der Stiftung war, im Zuge dessen zwischen 1959 und 1960 geologische Studien in den Antarktischen Trockentälern betrieb und danach als Repräsentant des United States Antarctic Research Program fungierte.